# フィリッポ・タリオーニ

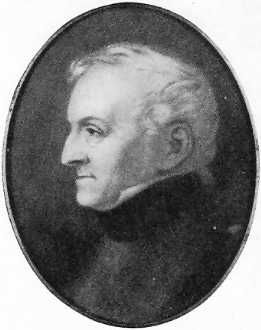
フィリッポ・タリオーニ、1820年頃

フィリッポ・タリオーニ（Filippo Taglioni, 1777年11月5日 - 1871年2月11日）は、イタリアのバレエダンサー・振付家である。『ラ・シルフィード』などのバレエ作品を振り付け、ロマンティック・バレエの隆盛に貢献した人物として知られている。

## プロフィール
ミラノで生まれ、17歳のときにピサでダンサーとしてデビューした。
1803年に、ダンサーのソフィー・カルステン（当時著名だったオペラ歌手、クリストファー・クリスチャン・カルステンの娘）と結婚し、マリー・タリオーニ （1804年 - 1884年）、ポール・タリオーニ（Paul Taglioni, 1808年 - 1884年）の2子を儲けた。マリーとポールは、両名とも長じてバレエダンサーとなった。
1832年に振り付けた『ラ・シルフィード』は、娘のマリーをロマンティック・バレエ時代の代表的プリマバレリーナとして認知させ、フィリッポ自身の名声も高めた。
年を取るにつれて風変わりで予測できない行動を取るようになった末、娘のマリーの貯蓄しておいた資産を株につぎ込み、すべてを失ってしまった。そして、1871年にイタリアのコモで死去した。

## 主な振り付け作品
- 『ラ・シルフィード』（1832年）
- 『Nathalie, ou la Laitière suisse』（1832年）
- 『La Révolte au sérail』（1833年）
- 『Brézilia』（1835年）
- 『ドナウの娘』（1836年）
- 『La Gitana』（1838年）